# El Archipiélago de Sanzunron
El Archipiélago de Sanzunron (en francés, L'Archipel de Sanzunron) es una historieta de la serie Aquiles Talón, que da título al álbum número 37. El banco histórico Crédit Lyonnais lo encargó con el fin de publicarlo en su propia revista destinada a su personal. Se publicó a razón de cuatro hojas al mes.

## Argumento
En esta historieta, el personaje Hilarion Lefuneste, se propone regresar a los orígenes organizando un viaje a Trokatouva, lugar que se encuentra en el archipiélago Sanzunron. En este sitio no existe el dinero, lo que había sido siempre un sueño para el valiente Lefuneste. El sueño se convertirá en pesadilla...